# Sossusvlei
Sossusvlei est un désert de sel (salar) et d'argile dans le désert du Namib, se trouvant dans le parc de Namib Naukluft en Namibie. Il consiste en un oued pénétrant depuis la localité de Sesriem sur une soixantaine de kilomètres d'est en ouest dans la zone des dunes du désert.
Alimenté par la rivière Tsauchab, l'endroit est connu pour ses hautes dunes de sable rouge entourant l'endroit, formant une mer de sable, les dunes de Sossusvlei. La faible végétation, qui comprend notamment l'Acacia erioloba, n'est que peu arrosée par la rivière Tsauchab, dont l'eau se perd rapidement dans l'argile asséchée.
Dead Vlei et Hidden Vlei sont d'autres salars connus situés à proximité de Sossusvlei.
Sossusvlei est le site touristique le plus visité de Namibie.

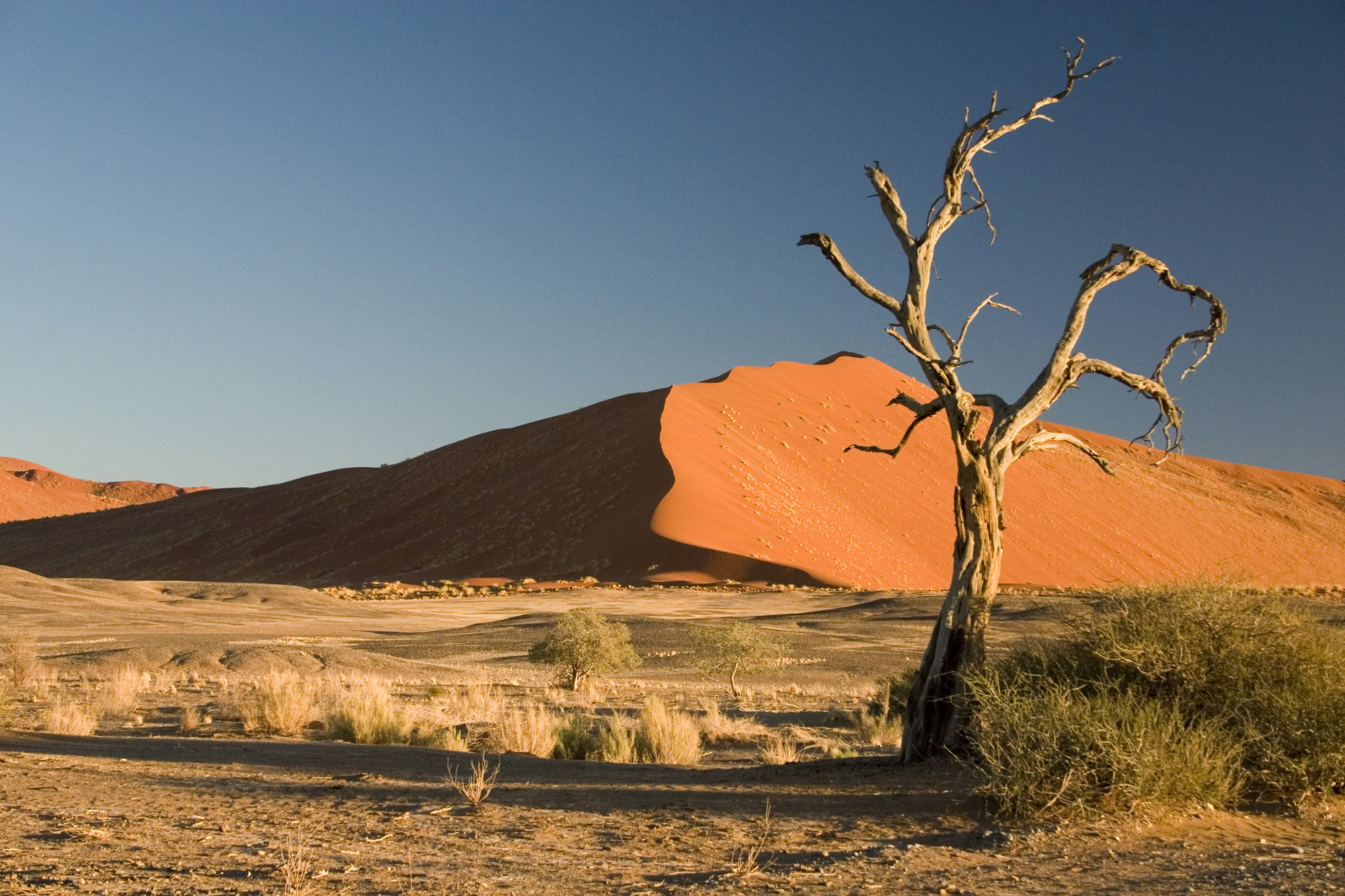
Un Acacia erioloba dans la région de Sossusvlei, dans le Parc national du Namib Naukluft (désert du Namib), en Namibie.

## Position géographique
Sossuvlei se trouve à côté du canyon de Sesriem, à l’intérieur du parc de Namib Naukluft. Les dunes s’élèvent à plus de 375 mètres au-dessus de la rivière Sesriem qui coule d’est en ouest pour mourir dans le désert à quelques kilomètres de l’océan Atlantique. Elles figurent parmi les plus hautes dunes du monde. Ces dunes se trouvent au-dessus d’un ancien désert pétrifié qui forme un soubassement de grès.

## Origine
Les dunes de Sossusvlei se sont formées par l’accumulation de grains de sable transportés par les vents d’est sur des distances assez considérables, parfois depuis l’intérieur du Kalahari.
Ces sables proviennent de l’érosion de grès anciens. La présence de dunes étoilées est due à l’action de vents soufflant à partir de différentes directions. La couleur rouge des sables est due à la présence de trioxyde de fer (Fe2O3).

## Mobilité
Ces dunes sont moins mobiles que les dunes du Namib que l'on trouve dans la région de Lüderitz. 

## Faune et flore
Les dunes reçoivent une certaine quantité d'humidité qui provient de l'océan tout proche et qui permet l'existence d'une faune adaptée à la rigueur du climat. 

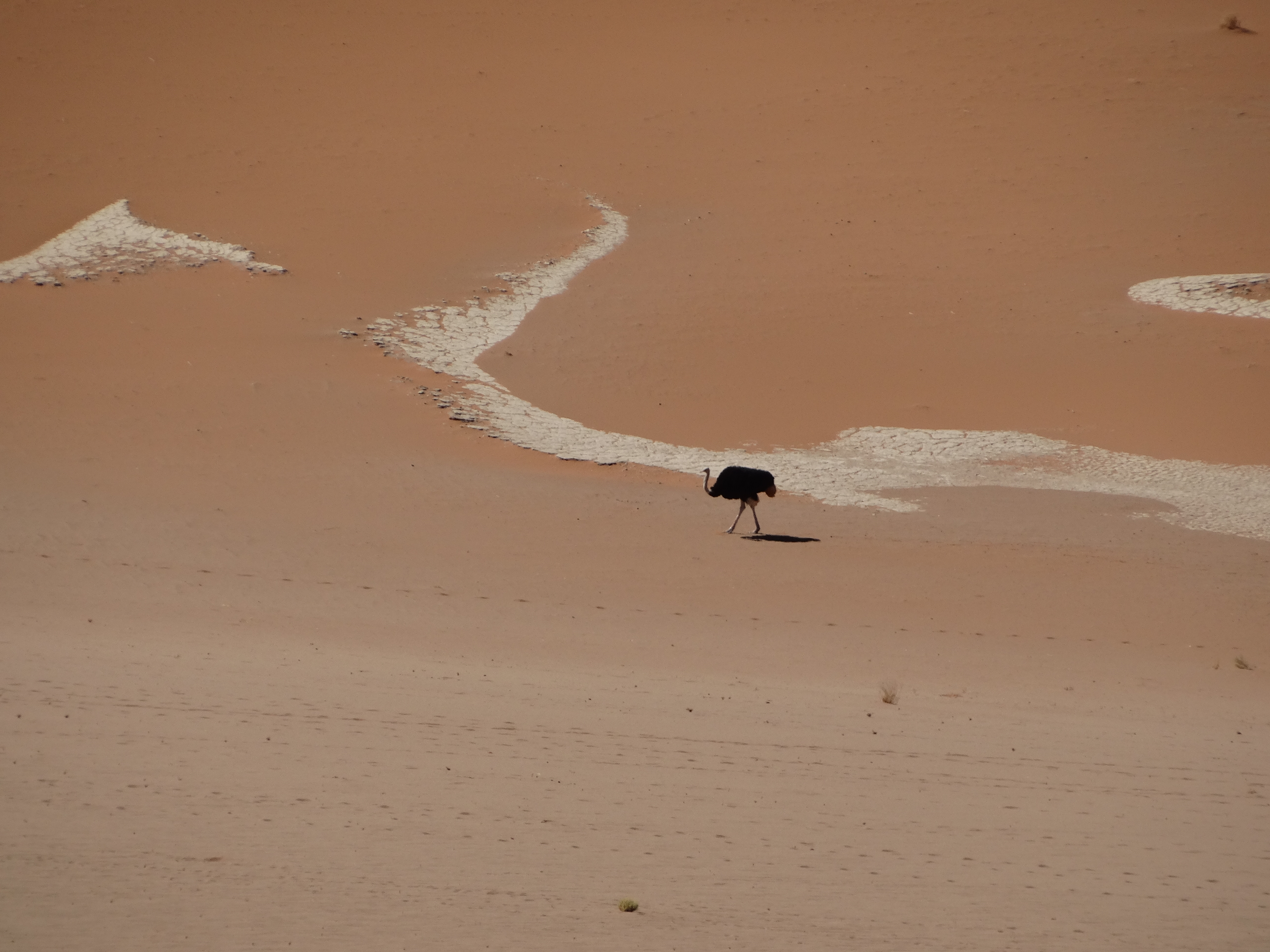
Une autruche à Sossusvlei.

## Galerie

La dune Elim à Sossusvlei. Aout 2018.

Les dunes de Sossusvlei. Aout 2018.

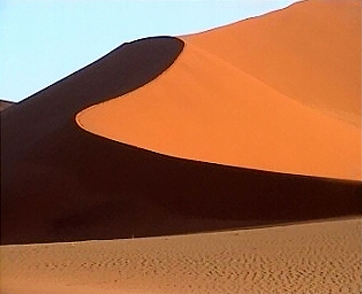
Les dunes rouges.
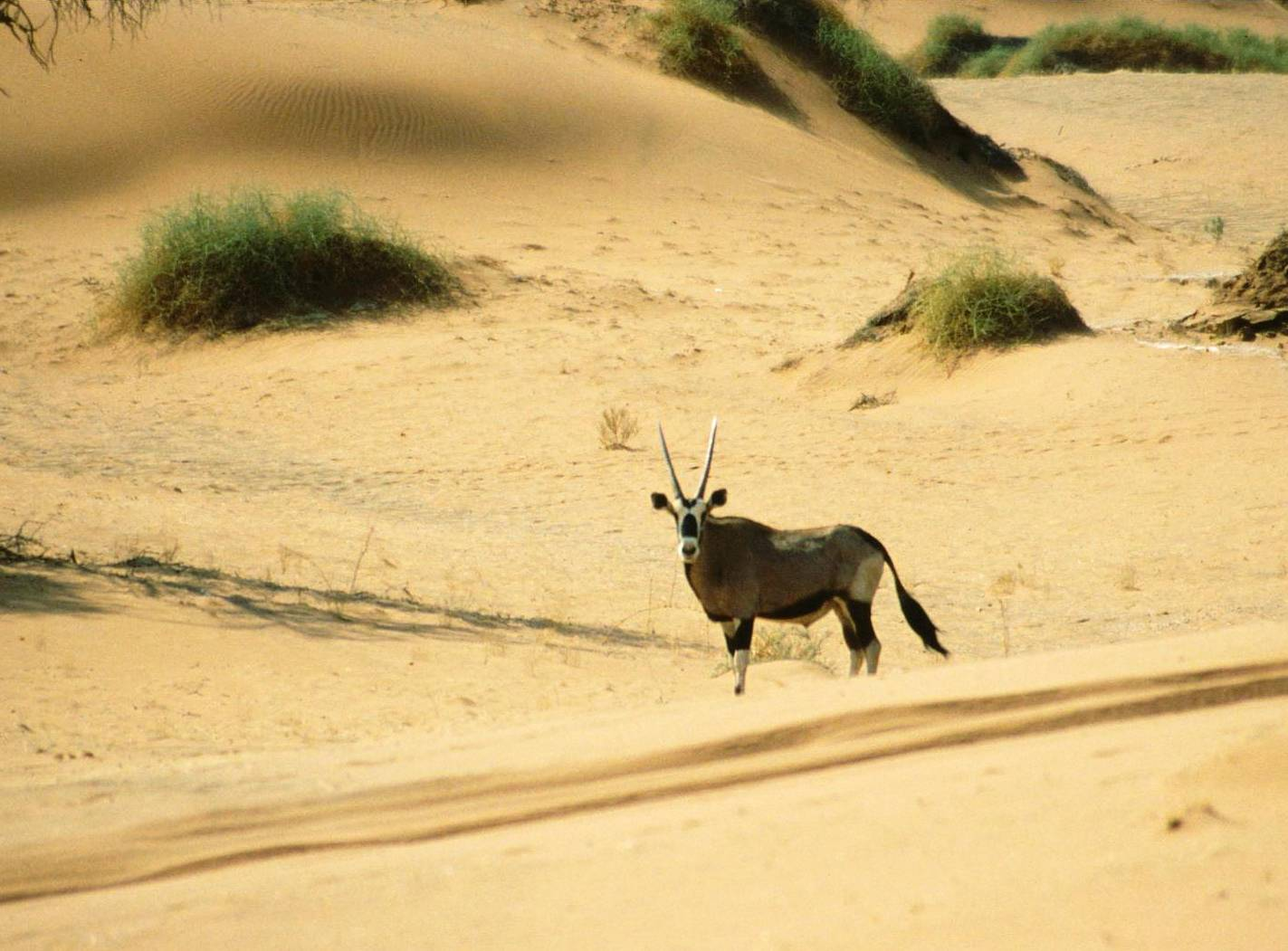
Un oryx.
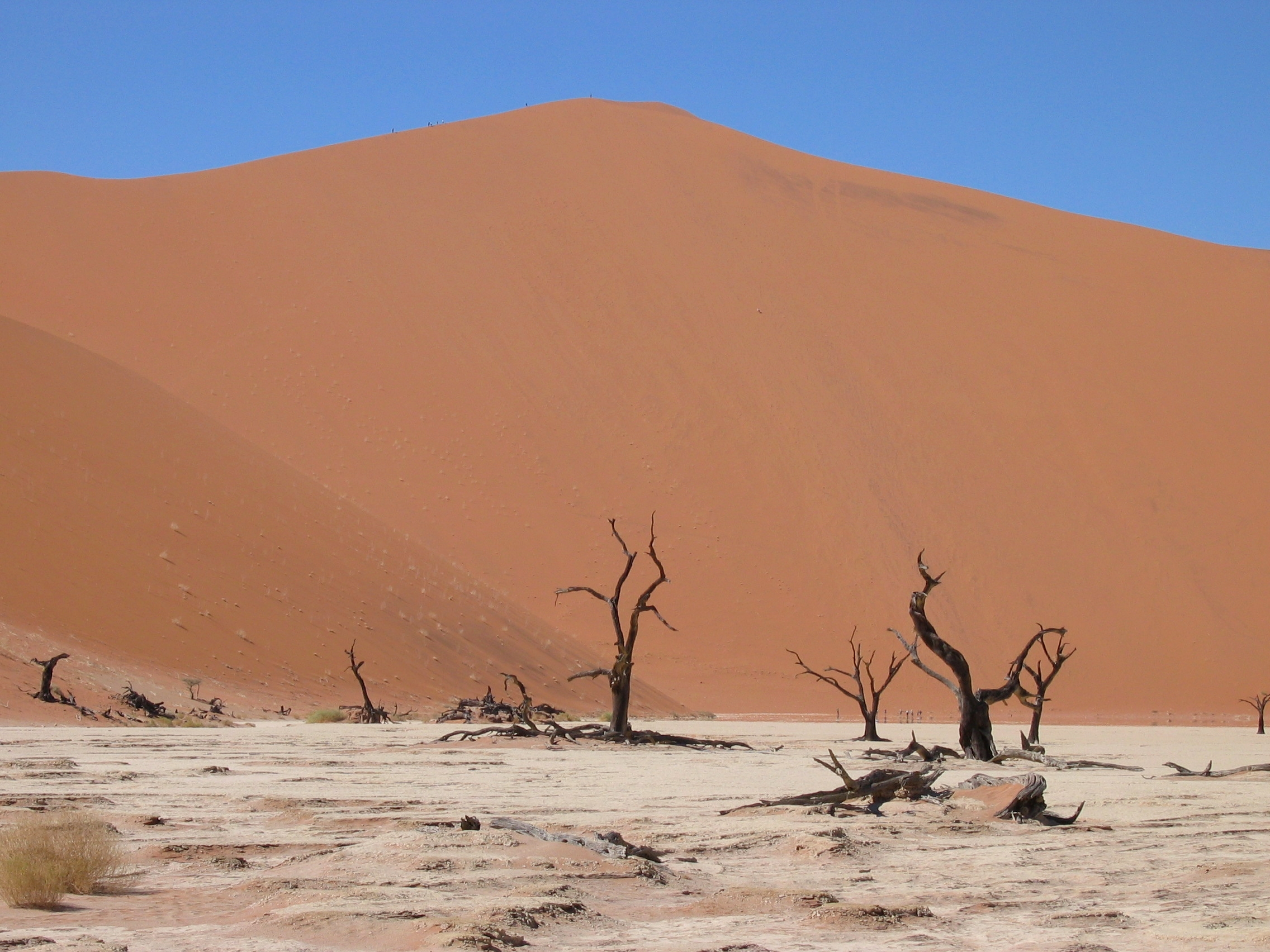
La dune 9 et les arbres morts de Dead Vlei.
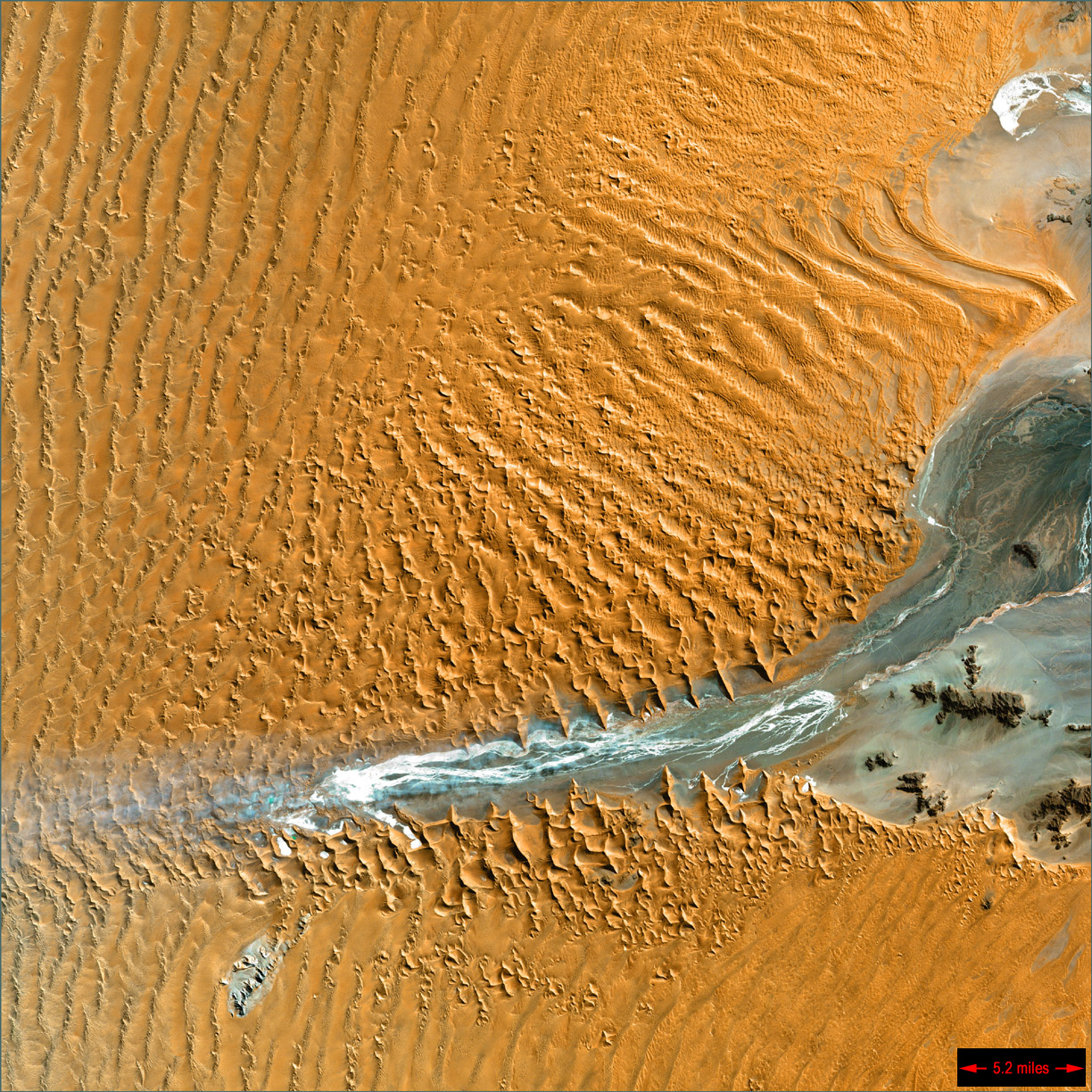
Sossusvlei, vue satellitaire. Au sud-ouest un autre salar, Dead Vlei.
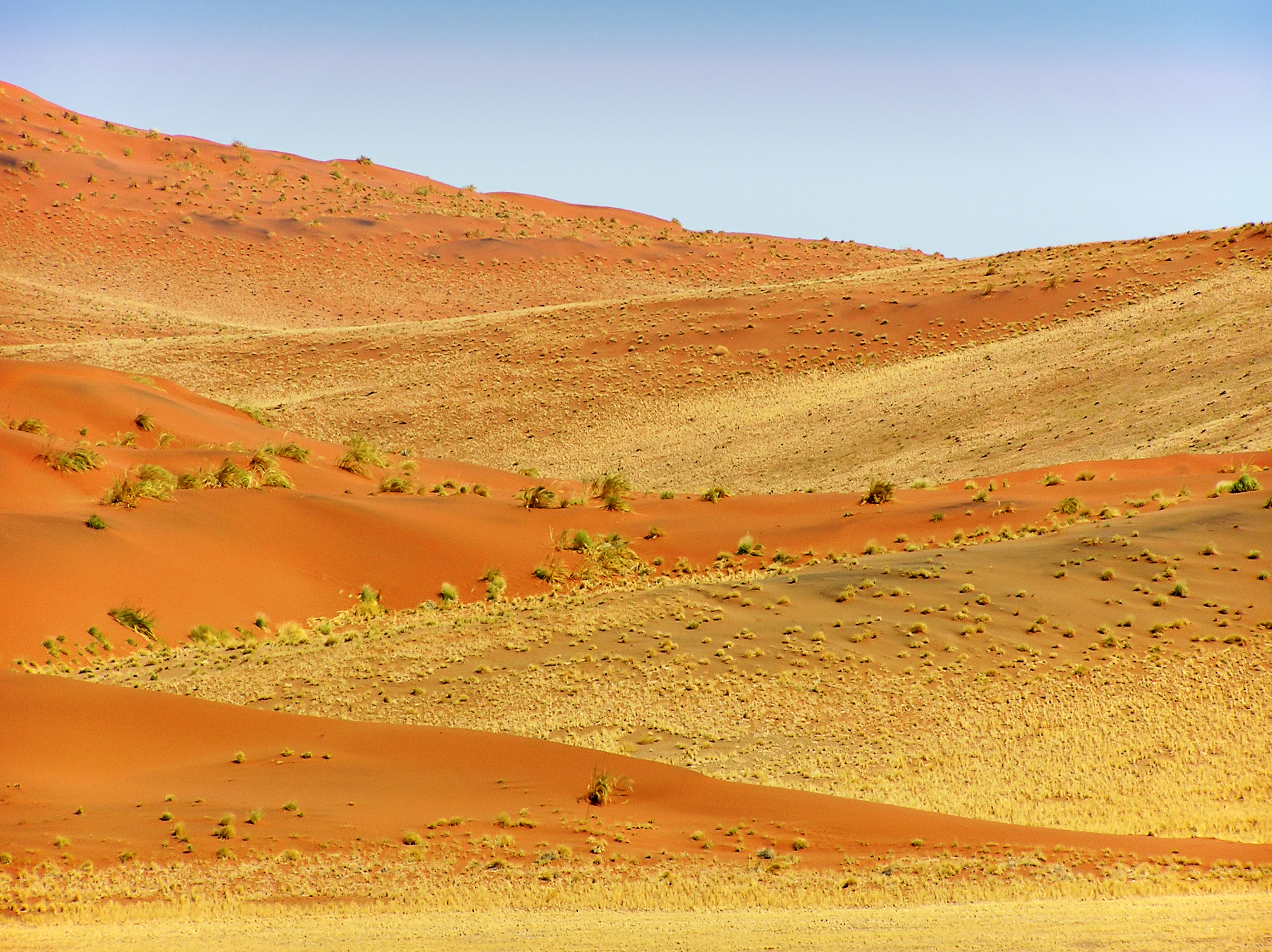
Les dunes rouges.
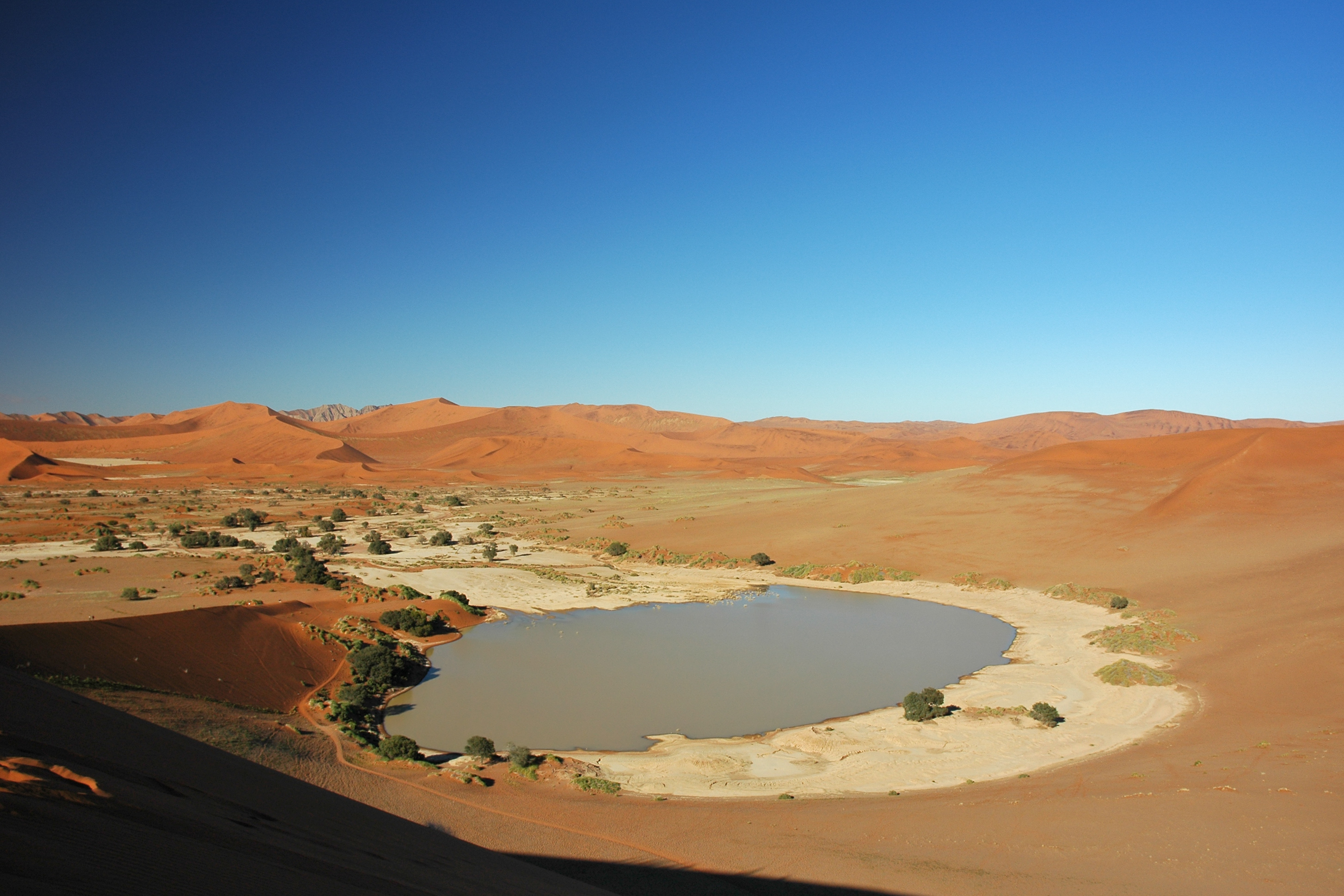
Sossusvlei, partiellement humide.
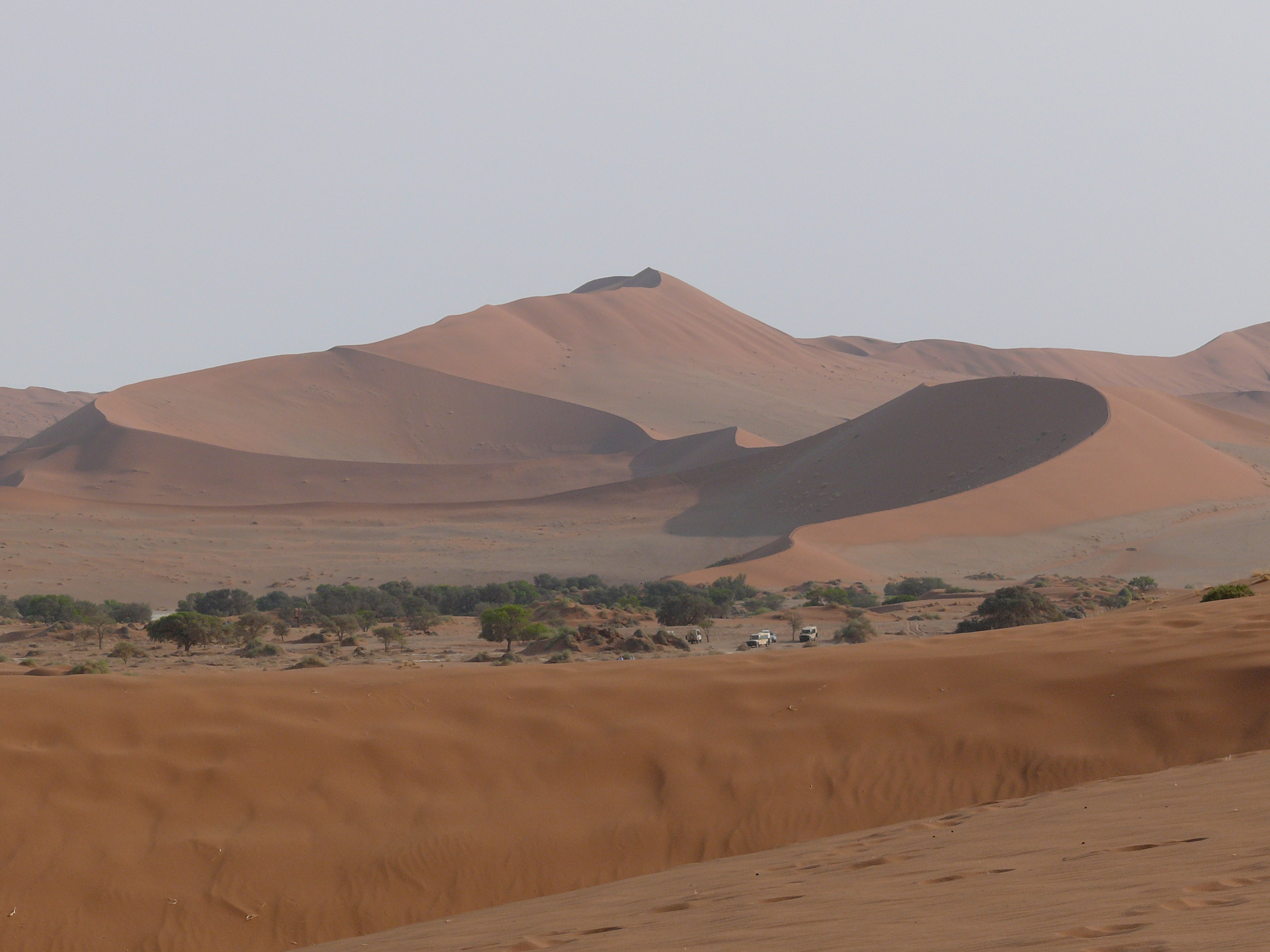
Dune de Sossusvlei.
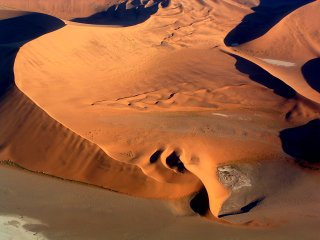
Dune vue d’avion.
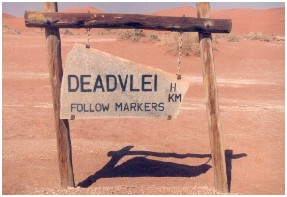
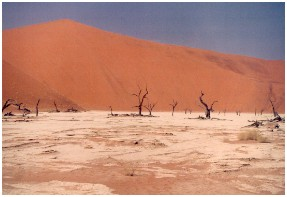
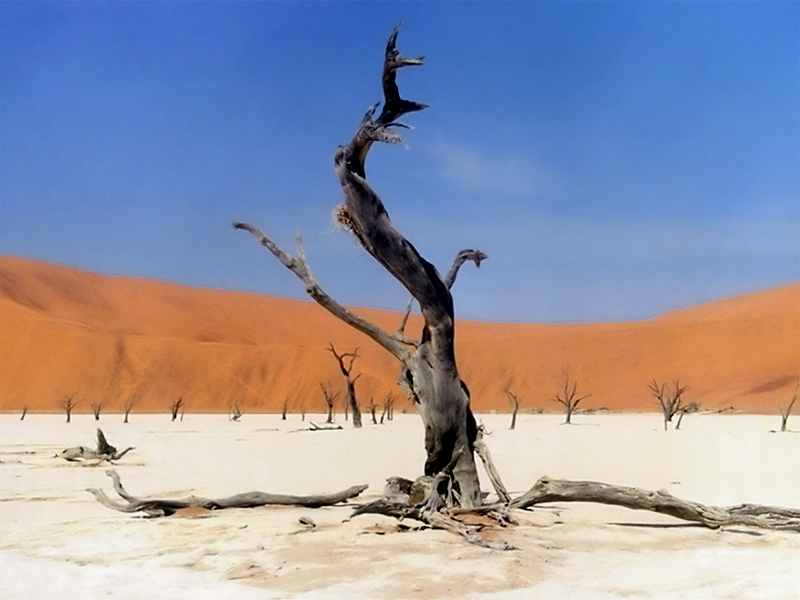
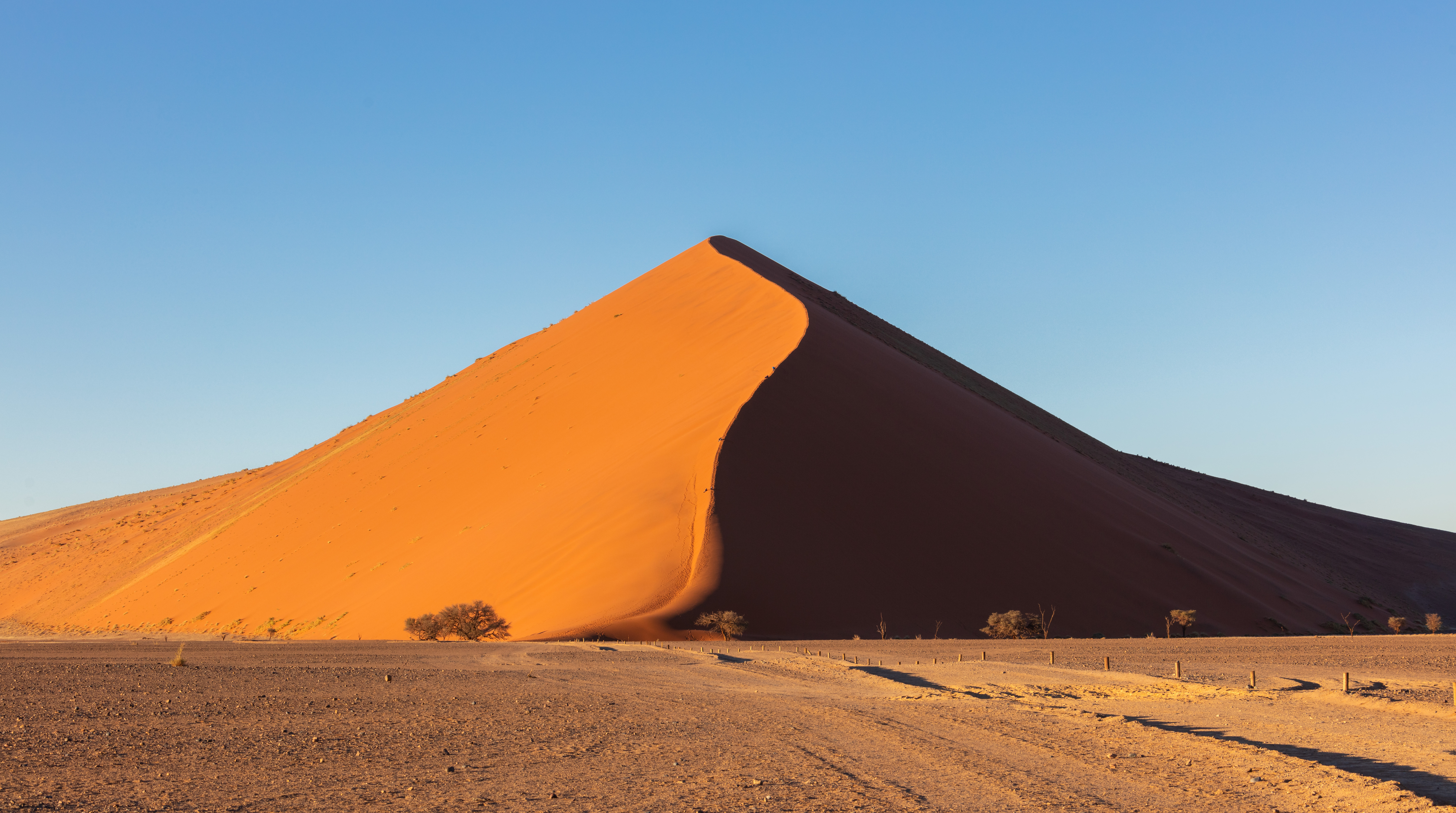
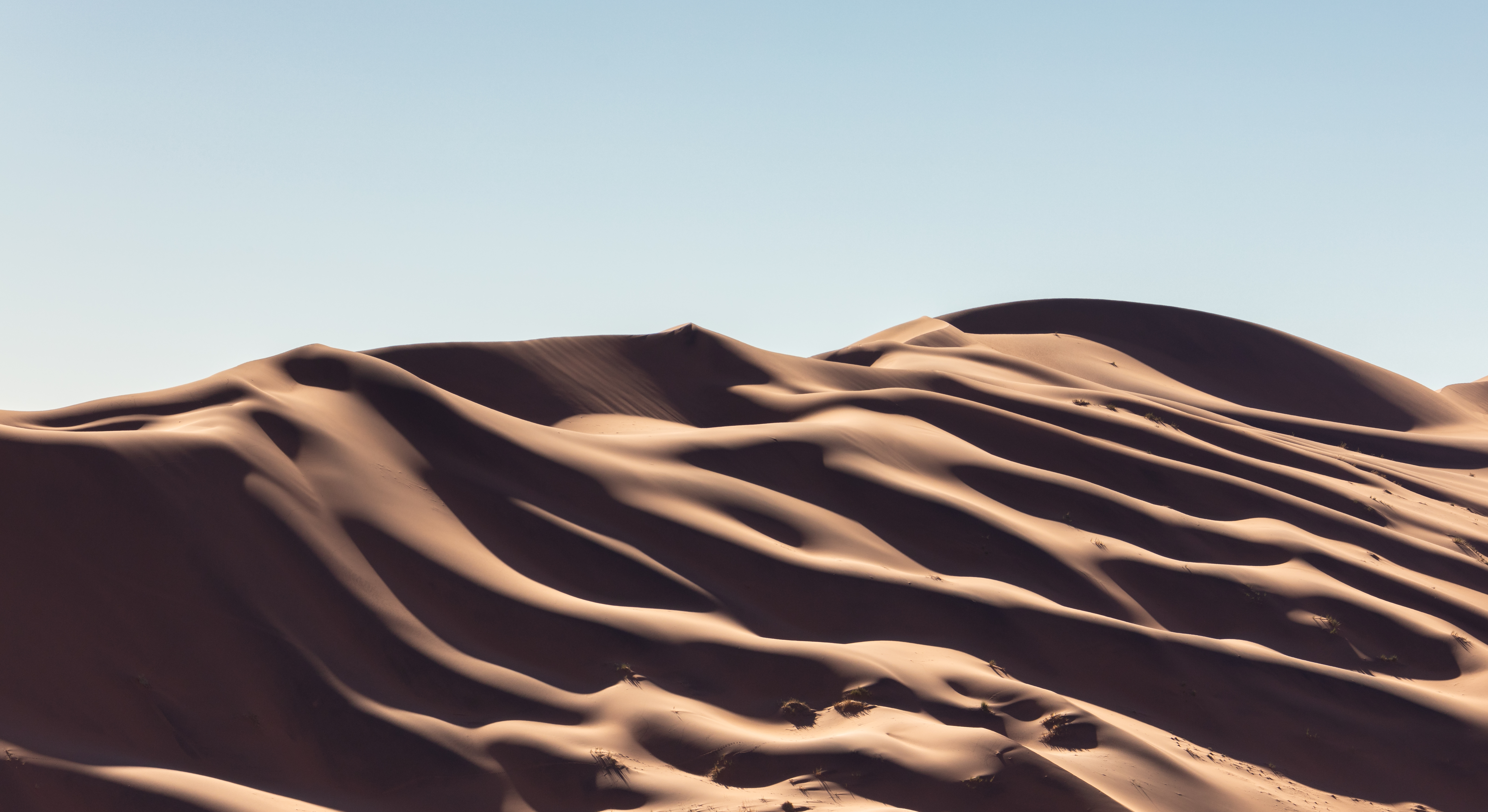
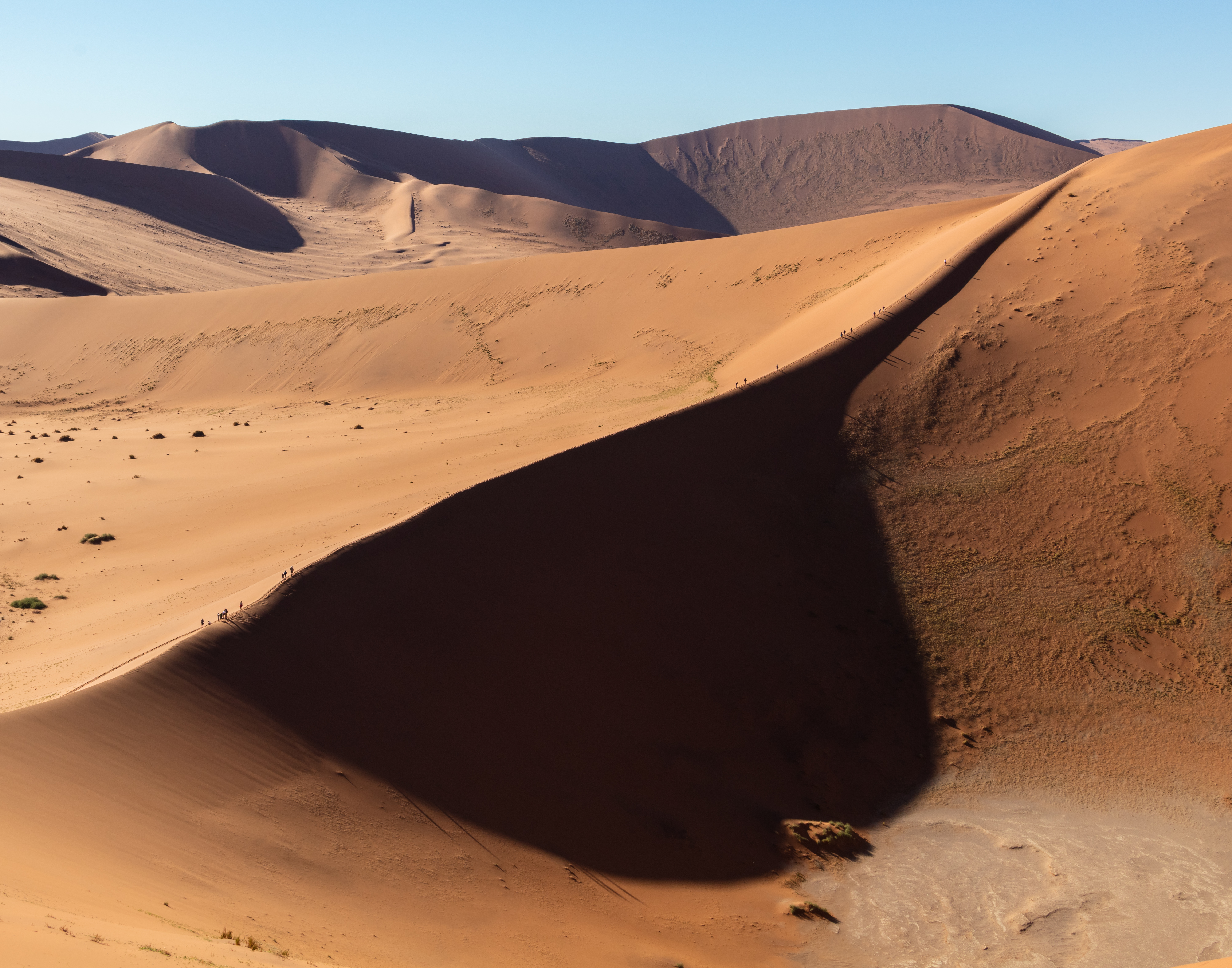

## Sources
- Cet article est partiellement ou en totalité issu de l'article intitulé « Dunes de Sossusvlei » (voir la liste des auteurs).
- (en) Nicole Grünert, Namibia, Fascination of Geology, Klaus Hess Publishers, 2000, 144 p.